# Barbara Levick
Barbara Mary Levick (* 21. Juni 1931 in London; † 6. Dezember 2023) war eine britische Althistorikerin.
Barbara Levick erhielt ihre Ausbildung an der Brighton and Hove High School und am St Hugh’s College der University of Oxford. Von 1956 bis 1959 war sie Bibliothekarin des St Hilda’s College der Universität Oxford, von 1957 bis 1959 Lecturer in Classics. 1959 wurde sie bei Ronald Syme promoviert. Von 1959 bis zu ihrer Emeritierung 1998 war Levick Fellow des St Hilda’s College der Universität Oxford.
Sie beschäftigte sich zunächst mit der Epigraphik und Landeskunde Kleinasiens. Bekannt wurde sie durch zahlreiche Biographien über römische Kaiser sowie Frauen in der Antike. Sie legte nach Tiberius the Politician 1976 und Claudius 1990 mit Vespasian 1999 ihre dritte große Kaiserbiographie vor.
Sie war unter anderem Vizepräsidentin der Society for the Promotion of Roman Studies und Fellow der Society of Antiquaries.

## Schriften (Auswahl)
- Roman colonies in southern Asia Minor. Clarendon Press, Oxford 1967.
- Tiberius the Politician. Thames and Hudson, London 1976, ISBN 0-500-40029-6; Nachdruck Routledge, London 1999, ISBN 0-415-21753-9.
- The government of the Roman Empire. A sourcebook. Croom Helm, London 1985, ISBN 0-7099-1622-1.
- Claudius. Batsford, London 1993, ISBN 0-7134-5210-2.
- Vespasian (Roman Imperial Biographies). Routledge, London/New York 1999, ISBN 0-415-16618-7.
- The Year of the Four Emperors. Routledge, London 2000, ISBN 0-415-23620-7.
- Julia Domna. Syrian empress. Routledge, London/New York 2007, ISBN 978-0-415-33143-2.
- Augustus. Image and substance. Longman, Harlow u. a. 2010, ISBN 978-0-582-89421-1.
- Faustina I and II. Imperial women of the golden age. Oxford University Press, Oxford 2014, ISBN 978-0-19-537941-9.
- Catiline. Bloomsbury, London 2015, ISBN 978-1-4725-3489-7.